# Wengo
Wengo é uma empresa francesa de telefonia pela internet, que posteriormente se converteu numa plataforma de internet, que coloca em relação Clientes e Especialistas por telefone, em diversos domínios de atividade.

## História
A história da Wengo está estreitamente ligada à da telefonia gratuita na internet, na qualSkype é o maior ator.

### Os inícios
No seu início, a Wengo, na época do Wengophone, era um operador telefónico na internet, filial do Grupo Neuf Cegetel. Wengophone propunha o encaminhamento das comunicações telefónicas pela Internet, associadas ou não ao fornecimento de um número de telefone pessoal. Baseado num programa chamado WengoPhone ou num adaptador chamado Wenbox, a oferta da chamada do operador consistia em comunicações ilimitadas, para números geograficamente tradicionais franceses, por um custo fixo de 7 euros por mês. Recargas chamadas Wengo’s permitam alimentar uma conta pré-paga, e assim, aceder aos serviços adicionais, como: aceder aos números excluídos da oferta pré-paga, ou o envio de SMS. Para utilizar o Wengo, era preciso dispor de uma conexão internet de alto débito que assegurasse um débito de um valor mínimo de 128Kbps (ADSL ou Cablo ou Wi-Fi). O programa libre WengoPhone é publicado pela licença GNU GPL no site OpenWengo.

### Um mercado difícil
No outono de 2007, alguns utilizadores viram a sua conta suprimida sem pré-aviso, por terem efetuado um número muito elevado de comunicações mensais. A falta de informações sobre o limite mensal da oferta ilimitada e a falta de respostas detalhadas às perguntas dos utilizadores, preocuparam um pouco estes últimos sobre as intenções do operador.

### A transformação de 2007
Wengo consagra-se à atividade de Wengo.fr, site internet que permite contactar especialistas/conselheiros em tempo real afim de resolver um problema profissional ou pessoal. Este serviço foi lançado em março de 2007 pela mesma equipa que criou o WengoPhone (ferramenta de telefone VOIP em modo open source). Em agosto de 2008, a Wengo reivindica uma força de 1500 conselheiros. No final de 2008, o programa WengoPhone ainda está disponível e uma versão baseada na open wengo está desenvolvida com o nome de qutecom.

## Wengo N°1
| Sitios web |
| ---------- |
| wengo.pt   |
| wengo.fr   |
| wengo.es   |

Hoje em dia, a Wengo é o n°1 do aconselhamento por telefone em França; e conta com 2500 especialistas em linha.

### Como funciona?
É muito simples, o cliente acede à página www.wengo.pt e seleciona a categoria na qual precisa de um conselho. Depois, escolhe o especialista que, tendo em conta a sua experiência e formação, corresponde melhor ao problema que será exposto. O cliente deve clicar no botão "Ligue já", e inscrever-se se é a sua primeira consulta na Wengo. Se já é cliente, basta aceder ao seu espaço cliente.  
Depois, o cliente deve aguardar alguns minutos, tempo em que o operador contacta ao mesmo tempo o especialista e o cliente para os pôr em contacto.
A vantagem deste sistema é que o cliente não tem que esperar e pagar em vão, até que um especialista lhe responda. Se por alguma razão o especialista não está disponível, o cliente não será imediatamente contactado; somente quando o especialista estiver novamente disponivel. O contacto só pode ser efetuado quando ambos estão disponíveis.

### Qual é o sistema de pagamento?
Qualquer consulta no serviço da Wengo se paga com cartão de crédito (Visa, Mastercard, American Express), Paypal ou cartão MBnet. A totalidade do processo de pagamento é realizado de maneira segura SSL. Os dados bancários do cliente nunca serão capturados sem autorização.

### Quais são as categorias?
Atualmente, a Wengo coloca ao serviço dos clientes numerosos especialistas em diferentes categorias: Ensino, Bem-estar, Informática, Psicologia, Finanças, Negócios, Lazer e Tarot/Vidência.
Hoje em dia, a Wengo propõe um método inovador com o aconselhamento por telefone, chat e email. Agora a distância de cada um dos atores, já não é um obstáculo. A Wengo é o n°1 do aconselhamento por telefone em França, mas o site, também existe noutros países para além de Portugal e França, como Espanha, Brasil, Alemanha, Itália, Reino Unido, Grécia, Turquia, entre outros. 

## Accionistas
Os accionistas da Wengo são o Grupo Vivendi, Neuf Cegetel SFR, Ventech e Associados.